# Aetheomorpha weisei
Aetheomorpha weisei es un coleóptero de la familia Chrysomelidae.
Fue descrita científicamente por primera vez en 1975 por Medvedev.